# Les Sunlights
Les Sunlights est un groupe de musique français, originaire de Roubaix, dans le Nord. Formé au début des années 1960 par trois frères d’origine sarde habitant Roubaix, Serge, Aldo et Bruno Cogoni, auxquels se joignit un temps le bassiste belge Jean-Paul Van Houtte, remplacé ensuite par Tony Menteaux.

## Biographie
Le groupe est formé en 1961 à l'origine sous le nom de I Cogini avec un répertoire de chants italiens. Ils débutent en accompagnant Gene Vincent lors de sa tournée franco-belge de 1963 pendant 1 mois et en composant l'indicatif du feuilleton radiophonique d'Europe 1, Les Malheurs de Sylvie. Dans les années 1960, ils remportent à Ciney, devant 10 000 spectateurs, le concours de « La Guitare d’or ».
Après une brève carrière dans le rock instrumental (avec des titres comme Day train ou Les cavaliers du ciel), ils se tournent à partir de 1966 vers la reprise d'anciennes chansons françaises, enregistrant avec succès Le Déserteur de Boris Vian, Les Roses blanches de Berthe Sylva, Maman la plus belle du monde ou encore Comme un p'tit coquelicot. Ils tournent jusque dans les années 1970 et sortiront une bonne trentaine de singles et EPs jusqu'en 1973.
Bruno Cogoni, le guitariste du groupe, décède le 30 septembre 2007 à l'âge de 64 ans.
Serge Cogoni est décédé le 3 février 2022.